# Йозеф Мария (Фюрстенберг-Щюлинген)
Йозеф Мария Бенедикт Карл фон Фюрстенберг-Щюлинген (на немски: Joseph Maria Benedikt Karl zu Fürstenberg-Stühlingen; * 9 януари 1758, Донауешинген; † 24 юни 1796, Донауешинген) е от 1783 до смъртта си 7. княз на Фюрстенберг (1783 – 1796).

## Биография
Той е най-големият син на княз Йозеф Венцел фон Фюрстенберг-Щюлинген (1728 – 1783) и съпругата му графиня Мария Йозефа фон Валдбург-Траухбург (1731 – 1782), дъщеря на граф Ханс Ернст II фон Валдбург-Траухбург (1695 – 1737) и Мария Терезия фон Валдбург-Волфег (1702 – 1755). 
Йозеф Мария следва в университета в Залцбург и в „рицарската академия“ в Торино. През 1783 г. той поема управлението.
На 15 ноември 1772 г. е сключен брачен договор за женитба с принцеса Мария Терезия (1755 – 1810), дъщеря на княз Александер Фердинанд фон Турн и Таксис. През април 1776 г. обаче договорът е анулиран. На 27 октомври 1777 г. се сключва брачен договор и той се жени на 15 януари 1778 г. в Хехинген за принцеса Мария Антония Анна фон Хоенцолерн-Хехинген (* 10 ноември 1760, Хехинген; † 25 юли 1797, Хехинген), дъщеря на княз Йозеф Фридрих Вилхелм фон Хоенцолерн-Хехинген (1717 – 1798) и втората му съпруга графиня Мария Терезия фон Валдбург фон Цайл-Вурцах (1732 – 1802). Нейният баща е бил негов опекун през младините му. Дисхармонията в брака се увеличава. Бракът е бездетен.
Както баща му и Йозеф Мария се интерсува от музика. Той свири талантливо на пиано, а съпругата му е „отлична сопранистка“. Княжеската двойка има връзка с Моцарт и баща му. През 1784 г. дворцовото училище по язда е престроено на дворцов театър с повече от 500 места, където също се представят оперите на Моцарт.
Умира на 38 години на 24 юни 1796 г. в Донауешинген.